# Impatientinum paranaense
Impatientinum paranaense är en insektsart som beskrevs av De Carvalho, Cardoso och Lazzari 2004. Impatientinum paranaense ingår i släktet Impatientinum och familjen långrörsbladlöss. Inga underarter finns listade i Catalogue of Life.